# Axel Mühlhaus
Axel Mühlhaus ist ein deutscher Wirtschaftsjournalist, Sachbuchautor und Unternehmer.

## Leben und Wirken
Mühlhaus studierte Volkswirtschaft in Hamburg und Frankfurt am Main. Er absolvierte ein Volontariat beim Norddeutschen Rundfunk und arbeitete – teils parallel zum Studium – als Journalist für die Wirtschaftsredaktionen Fernsehen und Hörfunk des Hessischen Rundfunks. 1998 übernahm er die Leitung des Börsenressorts des Informationsdienstes Platow Brief. Er wurde dann Chefredakteur beim Informationsdienst Mainvestor und wechselte zur FAZ. 2003 gründete er edicto, eine Agentur für Finanzkommunikation.
Mühlhaus ist Autor und Herausgeber von Handbüchern, Ratgebern und Fachbeiträgen zum Thema Finanzen. Für ein Trends-Spezial des Hessischen Rundfunks wurde er 1994 mit einem Ernst-Schneider-Preis in der Kategorie Fernsehen ausgezeichnet.

## Bücher
- (mit Sönke Knop): Profi-Handbuch Neuer Markt. Gewinnen mit erstklassigen Firmenwerten, Walhalla Fachverlag, Regensburg 2000, ISBN 978-3-8029-3711-8[2]
- (mit Sönke Knop): Schnellkurs Neuer Markt, Walhalla Fachverlag, Regensburg 2001, ISBN 3-8029-3731-7
- (mit Sönke Knop): Investieren in Small Caps: Auswahlmethoden und Anlagestrategien Campus Verlag 2002, ISBN 3-593-36995-8